# Terry Herbert

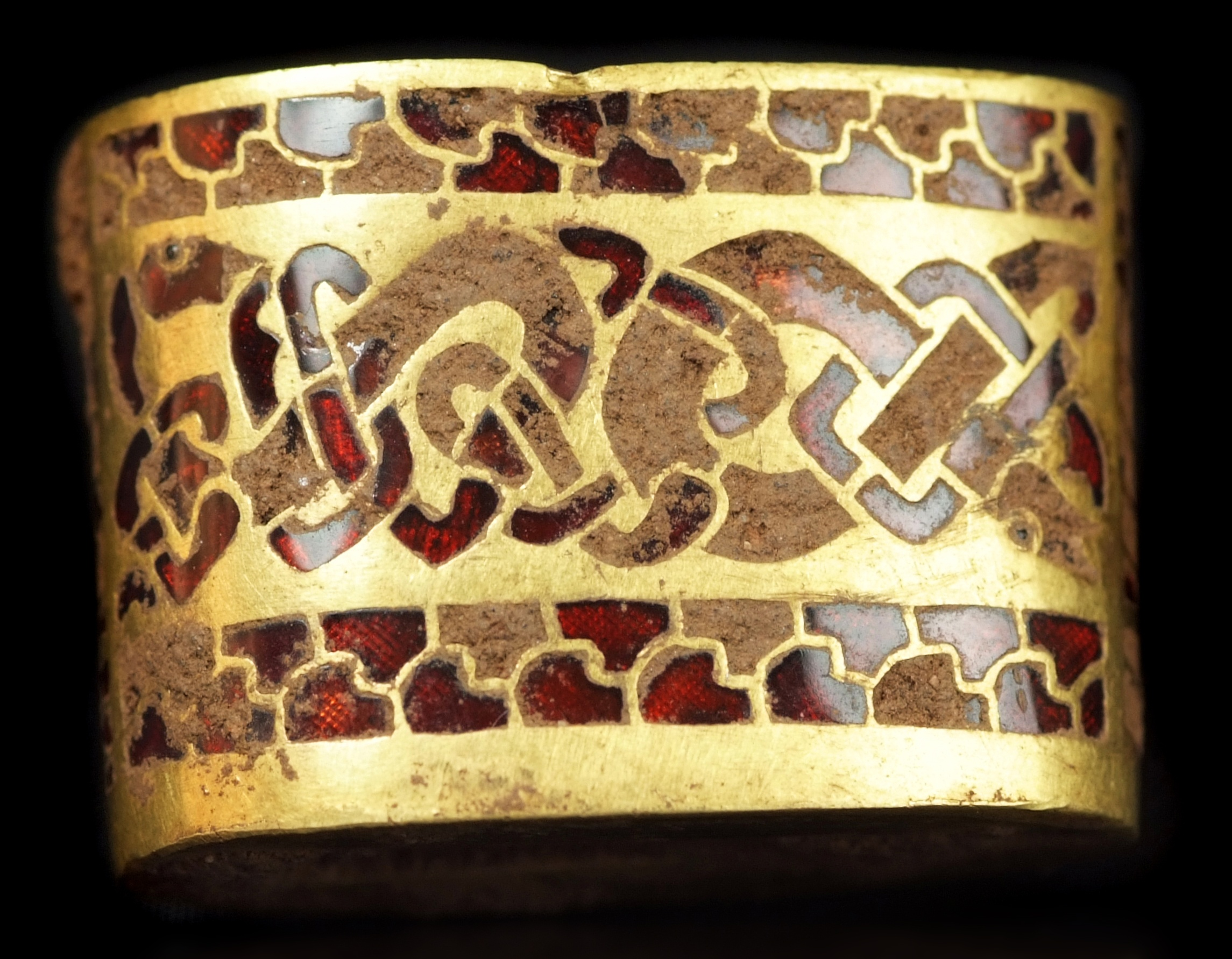
Una de las 1500 piezas encontradas

Terry Herbert es detectorista aficionado inglés en la búsqueda de tesoros quien, mediante un detector de metales, en julio de 2009 encontró el mayor tesoro anglosajón del Reino Unido descubierto hasta la fecha, el conocido como tesoro de Staffordshire. Se cree[¿quién?] que el yacimiento arqueológico puede datar del siglo VII o principios del siglo VIII y consta de 1500 piezas de oro y plata.
Herbert llevaba 2 días utilizando detectores de metales. La colección fue encontrada en un campo de Staffordshire, perteneciente a un amigo. Se prevé que ambos reciban un total de 3,3 millones de libras a partes iguales, por parte del National Heritage Memorial Fund.
El yacimiento encontrado por Herbert se considera de un valor sin precedentes y se prevé que pueda alterar radicalmente la percepción de los historiadores sobre la Inglaterra anglosajona.